# Геровасили, Ольга
Ольга Василиу Геровасили (греч. Όλγα Βασιλείου Γεροβασίλη, род. 16 января 1961, Арта) — греческий политический и государственный деятель. Член партии СИРИЗА. 4-й вице-спикер парламента Греции с 4 июля 2023 года. Депутат парламента Греции с 17 мая 2012 года. В прошлом — министр защиты граждан (2018—2019), министр административной реформы (2016—2018), заместитель министра при премьер-министре и официальный представитель правительства (2015—2016).

## Биография
Родилась 16 января 1961 года в Арте.
Окончила медицинский факультет Афинского университета. Получила профессию врача-радиолога. Владеет английским языком.
С 1997 до 2003 года занимала пост секретаря Медицинской организации Арты, а с 2003 до 2005 — секретаря Медицинской ассоциации Арты.
На местных выборах 1998 года избрана в городской совет Арты.
По результатам досрочных парламентских выборов 5 мая 2012 года избрана депутатом в избирательном округе Арта от партии СИРИЗА. Переизбрана на следующих досрочных выборах 17 июня 2012 года, 25 января 2015 года, 20 сентября 2015 года и 7 июля 2019 года.
Участвовала в местных выборах 18 и 25 мая 2014 года на пост перифериарха Эпира. Набрала 53 543 голосов (24,58%) и проиграла действующему главе периферии Александросу Кахриманису.
18 июля 2015 года получила должность заместителя министра при премьер-министре и официального представителя правительства в первом кабинете Ципраса. После досрочных выборов 20 сентября 2015 года получила 23 сентября должность заместителя министра при премьер-министре и официального представителя правительства во втором кабинете Ципраса. 5 ноября 2016 года покинула эту должность и получила портфель министра административной реформы в том же правительстве. 29 августа 2018 года покинула эту должность получила портфель министра защиты граждан в том же правительстве. Сменила ушедшего в отставку 3 августа из-за лесных пожаров в Мати Никоса Тоскаса.
4 июля 2023 года избрана 4-м заместителем председателя парламента Греции.

## Личная жизнь
Замужем. Муж — Йоргос Паппас (Γιώργος Παππάς).  Имеет троих детей.